# Spermanthrax pycnostoma
Spermanthrax pycnostoma är en fjärilsart som beskrevs av Edward Meyrick 1936. Spermanthrax pycnostoma ingår i släktet Spermanthrax och familjen stävmalar. Inga underarter finns listade i Catalogue of Life.